# 1965 v športu
1965 v športu. 

## Avto - moto šport
- Formula 1: Jim Clark, Škotska, Lotus-Climax, je slavil s šestimi zmagami in 54 točkami, konstruktorski naslov je šel prav tako v roke moštva Lotus-Climax z osvojenimi 54 točkami
- 500 milj Indianapolisa: slavil je Jim Clark, Škotska, z bolidom Lotus/Ford, za moštvo Team Lotus[1]

## Kolesarstvo
- Tour de France 1965: Felice Gimondi, Italija
- Giro d'Italia: Vittorio Adorni, Italija

## Košarka
- Pokal evropskih prvakov: Real Madrid
- NBA: Boston Celtics slavijo s 4 proti 1 v zmagah nad Los Angeles Lakers[2]
- EP 1965: 1. Sovjetska zveza, 2. Jugoslavija, 3. Poljska[3]

## Nogomet
- Pokal državnih prvakov: Inter Milan je slavil s 1-0 proti Benfici[4]

## Tenis
- Moški:
  - Odprto prvenstvo Avstralije: Roy Emerson, Avstralija[5]
  - Odprto prvenstvo Anglije - Wimbledon: Roy Emerson, Avstralija[6]
- Ženske: 
  - Odprto prvenstvo Avstralije: Margaret Smith Court, Avstralija[7]
  - Odprto prvenstvo Anglije - Wimbledon: Margaret Smith Court, Avstralija[8]
- Davisov pokal: Avstralija slavi s 4-1 proti Španiji[9]

## Hokej na ledu
- NHL - Stanleyjev pokal: Montreal Canadiens slavijo s 4 proti 3 v zmagah nad Chicago Black Hawks
- SP 1965: 1. Sovjetska zveza, 2. Češkoslovaška, 3. Švedska[10]

## Rojstva
- 12. januar: Marina Kiehl, nemška alpska smučarka
- 18. januar: Charles Berglund, švedski hokejist
- 28. januar: Nadia Bonfini, italijanska alpska smučarka
- 29. januar: Dominik Hašek, češki hokejist
- 5. februar: Gheorghe Hagi, romunski nogometaš
- 13. februar: Ida Ladstätter, avstrijska alpska smučarka
- 26. februar: Mikko Mäkelä, finski hokejist
- 3. marec: Dragan Stojković, srbski nogometaš
- 3. marec: Tuomo Ylipulli, finski smučarski skakalec
- 14. april: Borut Bilač, slovenski atlet
- 28. april: Tomo Mahorič, slovenski košarkarski trener
- 28. april: Eva M. Twardokens, ameriška alpska smučarka
- 20. maj: Valerij Šahraj, slovenski hokejist in hokejski trener
- 20. maj: Maria Kristina Andersson, švedska alpska smučarka
- 27. maj: Pat Cash, avstralski tenisač
- 29. maj: Jarmo Myllys, finski hokejist
- 4. junij: Andrea Jaeger, ameriška tenisačica
- 25. junij: Sašo Grajf, slovenski biatlonec
- 27. julij: José Luis Chilavert, paragvajski nogometaš
- 24. avgust: Sylvia Eder, avstrijska alpska smučarka
- 27. avgust: Matjaž Debelak, slovenski smučarski skakalec
- 29. avgust: Peter Andersson, švedski hokejist
- 4. september: Jan Larsson, švedski hokejist
- 5. september: David Brabham, avstralski dirkač
- 15. september: Thomas Stangassinger, avstrijski alpski smučar
- 16. september: Karl-Heinz Riedle, nemški nogometaš
- 17. september: Franck Piccard, francoski alpski smučar
- 25. september: Scottie Pippen, ameriški košarkar
- 26. september: Milan Janša, slovenski veslač
- 5. oktober: Mario Lemieux, kanadski hokejist
- 6. oktober: Jürgen Kohler, nemški nogometaš
- 6. oktober: Jani Pate, slovenski nogometaš in trener
- 8. oktober: Matt Biondi, ameriški plavalec
- 25. oktober: Josée Lacasse, kanadska alpska smučarka
- 4. november: Claudia Strobl, avstrijska alpska smučarka
- 6. november: Matjaž Kopitar, slovenski hokejist in hokejski trener
- 7. november: Bojan Zajc, slovenski hokejist in trener
- 10. november: Michaela Gerg-Leitner, nemška alpska smučarka
- 30. november: Aldair, brazilski nogometaš
- 1. december: Irena Avbelj, slovenska padalka
- 4. december: Ulf Kirsten, nemški nogometaš

## Smrti
- 6. marec: Jules Goux, francoski dirkač (* 1885)
- 14. marec: Marion Jones Farquhar, ameriška tenisačica (* 1879)
- 19. maj: Erik Adolf Efraim Abrahamsson, švedski hokejist (* 1898)
- 20. maj : Edgar Barth, nemški dirkač (* 1917)
- 15. junij: Maurice Bouton, francoski veslač (* 1892)
- 1. julij: Herbert Drury, ameriški profesionalni hokejist (* 1895)
- 7. avgust: Jack Marshall, kanadski hokejist (* 1877)
- 11. avgust: Ethel Warneford Thomson Larcombe, angleška tenisačica in badmintonistka, (* 1879)
- 21. avgust: Odile Defraye, belgijski kolesar (* 1888)
- 4. september: Thomas »Tommy« Hampson, angleški atlet (* 1907)
- 22. oktober: Earl Cooper, ameriški dirkač (* 1886)
- 10. november: Aldo Nadi, italijanski sabljaški mojster (* 1899)
- † 1965: Giulio Foresti, italijanski dirkač (* 1888)